# Tokyo Blade
Tokyo Blade est un groupe de heavy metal britannique, originaire de Salisbury, Wiltshire, en Angleterre. Il est formé en 1982 par le bassiste Andy Robbins et le guitariste Andy Boulton.
Le groupe faisait partie de la New wave of British heavy metal (NWOBHM). Le groupe compte plusieurs albums studio et démos dans les années 1980. Durant son existence, Tokyo Blade connait de nombreux changements de ses membres, est dissous deux fois et change souvent de style musical. Toutefois, le groupe est toujours actif, avec trois des membres originaux dans la formation actuelle.

## Biographie

### N.W.O.B.H.M. (1981-1985)
Le groupe, formé à la fin des années 1970, se nomme initialement White Diamond, puis Killer, et Genghis Khan en 1981. La formation originale se composait de Alan Marsh (chant), Andy Boulton (guitare), Ray Dismore (guitare), Andy Robbins (basse) et Steve Pierce (batterie). Plus tard dans la même année, le groupe change à nouveau de nom, signe avec le label Britannique indépendant Powerstation Records et enregistre son premier album. Cet album est éponyme partout, sauf aux États-Unis, où il est sorti sous le nom de Midnight Rendezvous sur le label Combat Records. En 1981, la meilleure période de la New wave of British heavy metal, le groupe partage la scène de clubs et de festivals avec les futures poids lourds Metallica et Venom.
Tokyo Blade, comme de nombreux autres groupes de l'époque, est freiné par de nombreux changements dans la composition du groupe. Au moment où l'album suivant est sorti, le chanteur Alan Marsh est remplacé par Vic Wright. L'album Night of the Blade est publié en 1984 avec Wright au chant. Cependant en 1998, une édition de l'album avec la voix originale de Marsh sort finalement sous le nom de Night of the Blade... The Night Before. Au cours de cette période, Tokyo Blade faisait partie de quelques tournées mémorables et festivals, avec Blue Öyster Cult, Dio, Ozzy Osbourne et Scorpions. Le troisième album du groupe, Black Hearts and Jaded Spades, sort en 1985 avec le propre label du groupe en Europe et en import aux États-Unis. Le groupe filme un concert à Londres au Camden Palace, qui est diffusé sur Channel 4 en 1985, et fait depuis l'objet de multiples versions bootlegs en DVD. À la fin de l'année, Tokyo Blade est dissous, et tous les membres se consacrent à d'autres projets.

### Andy Boulton's Tokyo Blade (1985-1989)
Le chanteur Alan Marsh utilise sa connaissance et le respect pour la culture orientale pour former un nouveau groupe appelé Shogun, aux côtés de l'ancien guitariste de Chinatown Danny Gwilym, qui publie deux albums et travaille même avec le célèbre producteur Bob Ezrin. Shogun comportait également d'anciens membres du groupe Tokyo Blade : Steve Pierce, Andy Wrighton et Andy Robbins. Le guitariste John Wiggins (Deep Machine, Slam) a été rejoindre la première formation du groupe Battlezone avec l'ex-chanteur de Iron Maiden Paul Di'Anno. Le bassiste original Andy Robbins a fait partie des groupes Jagged Edge et Taste, qui a enregistré un single avec Bruce Dickinson (Iron Maiden), avant de devenir le groupe de hard rock, Skin. Vic Wright forme le groupe Johnny Crash, dont la particularité est d'être le premier projet lié à Tokyo Blade signé par un grand label aux États-Unis, et sorti l'album Neighbourhood Threat. Une nouvelle conformation du groupe, avec les futurs membres de Guns N' Roses Dizzy Reed et Matt Sorum, enregistre un second album, initialement intitulé Damnation Alley, sorti en 2008 par Sun City Records, renommé Unfinished Business.
Au contraire, le guitariste originel Andy Boulton continue sous le nom de Andy Boulton's Tokyo Blade, avec un bouleversement du groupe. Cette nouvelle formation de Tokyo Blade sort l'album Ain't Misbehavin' en 1987, et part en tournée sur le circuit des festivals ou avec Black Sabbath. En 1988, Boulton recrute des membres du groupe allemand The Dead Ballerinas (avec Michael Pozz, ancien chanteur de Kin Ping Meh) pour enregistrer No Remorse, sorti par Hot Blood Records. L'album ne reçoit aucune promotion et est vite oublié. Pour ne rien arranger, l'album est réédité avec plusieurs pochettes. Tokyo Blade est à nouveau démantelé, et Andy Boulton repart jouer avec Alan Marsh.

### Mr. Ice et reformation (1989-1998)
En fait, à la suite des problèmes de Shogun avec sa maison de disques, Alan Marsh avait formé depuis un nouveau groupe appelé Mr. Ice, qui intègre par la suite le guitariste Andy Boulton. Comme le groupe comprenait deux membres clés du Tokyo Blade, le management du groupe les incite à reprendre l'ancien nom pour une tournée européenne avec Uriah Heep. À la suite d'un différend, Andy Boulton quitte le groupe et est remplacé par le guitariste Steve Kerr. À la fin de la tournée, Steve Kerr et le management abandonnent le groupe. Certains morceaux de Mr. Ice sont sortis sous le nom de Tokyo Blade en 1998.
Au début des années 1990, Alan Marsh avait un autre groupe, Pumphouse, qui commençait à faire parler de lui. Devant l'insistance des fans et de la presse hard rock, Alan Marsh contacte Andy Boulton pour réformer Tokyo Blade. En 1994, Marsh et Boulton se remettent à jouer ensemble, à composer et sortent en 1996 Burning Down Paradise publié par SPV. Tout comme avec Mr. Ice, certains morceaux de Pumphouse ont été diffusés sous le nom de Tokyo Blade en 1998. Les premiers enregistrements du groupe sont réédités en 1997 par High Vaultage, et les suivants par Zoom Club. Malgré la promesse d'un nouvel album, il n'y a alors que la publication du Live in Germany.

### Projets solos et nouvelles activités (depuis 2008)
Andy Boulton part d'abord rejoindre le groupe XFX, puis travaille à l'élaboration d'un album solo et à l'enseignement de la guitare électrique et de la basse. Alan Marsh rejoint pendant un certain temps la troupe d'une comédie musicale sur Jack l'Éventreur. Le deuxième chanteur Vic Wright écrit un livre. Toutefois, une nouvelle formation de Tokyo Blade, avec Andy Boulton et le chanteur Chris Gillen, part en tournée en Europe en 2008.
À la fin de la tournée de 2008 sort l'album Live in Germany en janvier 2010. Quatre membres du groupe d'origine, John Wiggins, Andy Boulton, Andy Wrighton et Steve Pierce, reforment ensuite Tokyo Blade avec un nouveau chanteur, Chris Gillen, qui est remplacé deux mois après par Nicolaj Ruhnow, chanteur du groupe Domain. Le groupe sort, en mars 2011, l'album Thousand Men Strong enregistré avec le producteur Chris Tsangarides. Tokyo Blade se produit lors de festivals metal en 2010 et en 2011, comme notamment le Wacken Open Air.
Le bassiste Andy Wrighton (Deep Machine, Shogun) et le guitariste John Wiggins (Deep Machine, Slam) sont actuellement, en date de 2015, dans Deep Machine, également reformé, avec le guitariste Bob Hooker, le chanteur Lenny Baxter (Ex-Gangland) et le batteur Chas Towler (Slam). Deep Machine est un groupe de metal formé dans les années 1980 à East London. Ils sont l'un des pionniers de la NWOBHM non signés dans la veine de Judas Priest/Iron Maiden. En mars 2016, le groupe annonce l'arrivée de Vick Wright (1984-1985) et Chris Gillen (2008-2010) pour les concerts live.

## Membres

### Membres actuels
- Andy Boulton - guitare (depuis 1982)
- John Wiggins - guitare rythmique (1983-1986, depuis 2010)
- Andy Wrighton - basse (1984-1986, depuis 2010)
- Steve Pierce - batterie (1982-1986, 1987, depuis 2010)
- Chris Gillen - chant (2008-2010, depuis 2014)

### Anciens membres
- Alan Marsh - chant (1982-1984; 1990-1991; 1995-1996)
- Vic Wright - chant (1984-1986)
- Bryan Holland - guitare solo (2007-2010)
- Michael Pozz - chant (1989)
- Pete Zito - chant (1986-1988)
- Brian George - chant (1987)
- Carl Sentance - chant (1986)
- Danny Gwilym - guitare rythmique (1990-1991)
- Sean Cooper - guitare rythmique (1987)
- Ray Dismore - guitare rythmique (1982-1983)
- Steve Kerr - guitare solo
- Andy Robbins - basse (1982-1984)
- Dave Donaldson - basse (1987)
- Dave Sale - basse (1989)
- Colin Riggs - basse (1990-1991, 1995-1996)
- Frank « Sapardi » Kruckle - basse (2008-2010)
- Ace Finchum - batterie
- Alex Lee - batterie (1987)
- Marc Angel - batterie (1990-1991, 1995-1996)
- Lorenzo Gonzalez - batterie (2008-2010)
- Martin Machwitz - clavier (1989)
- Nicolaj Ruhnow - chant (2010–2014)
- Atilla - clavier (1990)

## Discographie

### Albums studio
- 1983 : Tokyo Blade
- 1984 : Night of the Blade
- 1985 : Blackhearts and Jaded Spades
- 1987 : Ain't Misbehavin
- 1989 : No Remorse
- 1995 : Burning Down Paradise
- 1998 : Pumphouse
- 2011 : Thousand Men Strong
- 2018 : Unbroken
- 2020 : Dark Revolution
- 2022 : Fury
- 2025 : Time Is The Fire

### Démos et EP
- 1985 : Madame Guillotine (EP)
- 1985 : Midnight Rendezvous(EP)
- 1985 : The Caves Sessions (Official Bootleg) (démo)
- 2012 : Genghis Khan Killers (démos de 1981-1982)
- 2012 : Camp 334 (EP)
- 2012 : Stick it ... (EP)

### Album live
- 1985 : Live From London
- 2009 : Live In Germany

### Compilations
- 1985 : Warrior Of The Rising Sun
- 1993 : Tokyo Blade 93
- 1997 : Night of the Blade - The Night before
- 1998 : Mr Ice